# Mobilità accademica

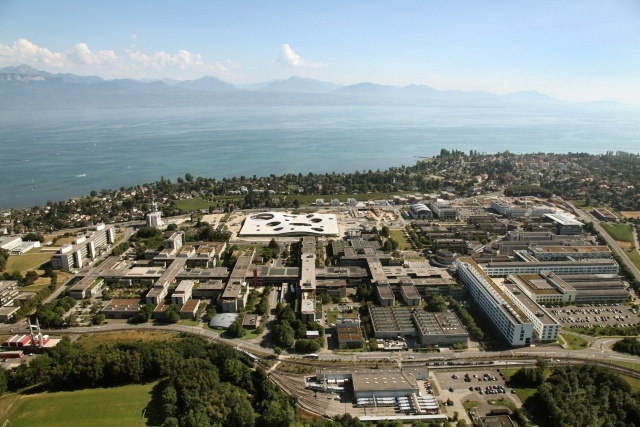
Veduta aerea del Campus di Losanna, sul Lago Lemano, in Svizzera, lo stato con la più alta concentrazione percentuale di ricercatori stranieri.

L'espressione mobilità accademica (o mobilità studentesca, in un'accezione più ristretta) si riferisce alla possibilità, per studenti, ricercatori, e professori, soprattutto nel campo dell'alta formazione, di spostarsi presso altre istituzioni, all'interno del proprio paese o all'estero, per un periodo più o meno limitato di tempo, al fine di attendervi lo studio, l'insegnamento, o la ricerca.
In alcuni casi, la mobilità è una scelta mossa da motivi positivi, attuata di solito da giovani studiosi o ricercatori senza vincoli familiari. Tuttavia, per la maggior parte dei ricercatori si tratta di una forma di precarizzazione che può incombere su tutta la carriera e rompere l'unità familiare.
La mobilità accademica soffre delle barriere culturali, familiari, socio-economiche e accademiche. Il Processo di Bologna rappresenta un tentativo di ridurre questi ostacoli all'interno dello Spazio europeo dell'istruzione superiore.

## Storia

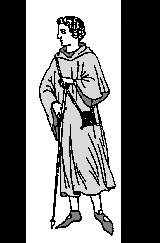
Un clericus vagans con tunica e bastone (1500 circa)

Il perseguimento degli obiettivi di studio e insegnamento si è sempre associato alla necessità di spostarsi nei luoghi più idonei a tale scopo: nell'Università del Medioevo, ad esempio, la mobilità studentesca e accademica (peregrinatio academica) era incarnata dalla figura dei clerici vagantes e degli scholares vagantes, figure di studenti e studiosi che si spostavano tra le varie città universitarie dell'Europa medievale, un'esperienza favorita "dall’assenza di frontiere, da una lingua comune (il latino medievale, n.d.r), dal carattere universale dei titoli, da strutture complessivamente simili". I rischi e i disagi patiti in conseguenza di tali scelte hanno dato origine a iniziative e stimolato risposte di vario tipo: era motivata da esigenze di solidarietà tra studenti "fuori sede" la nascita delle corporazioni studentesche che si andarono costituendo nella maggior parte delle università medioevali, strutturate localmente su base etnica, in quanto formate da persone che frequentavano una determinata università provenendo tutti da una medesima entità linguistico-geografica-statuale, per designare le quali, a partire dal XIII secolo, si affermò il termine nationes. Nella vivace temperie culturale del XII secolo, fu ancora un'azione di solidarietà tra studenti e maestri dello Studium bolognese a indurre Federico Barbarossa alla promulgazione della Authentica «Habita» (o Privilegium Scholasticum Friderici I), vero e proprio statuto di protezione, di ampia portata geografica, contro i frequenti abusi che si trovava a subire chi era tenuto a muoversi per motivi di studio e insegnamento.

## Mobilità libera e programmata

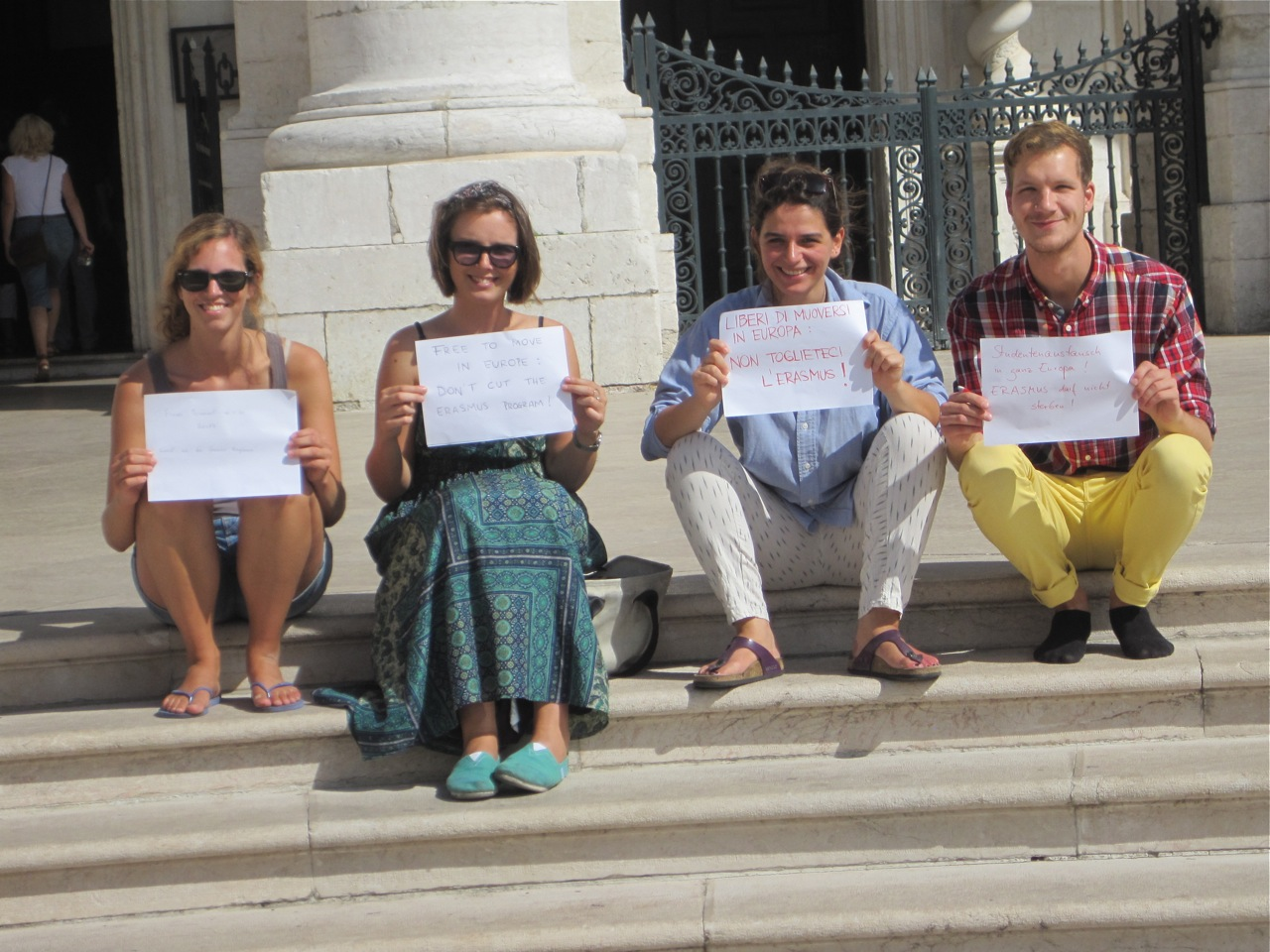
Studenti ERASMUS sui gradini della Chiesa di Santa Engrácia, a Lisbona

Gli studenti in mobilità possono essere classificati in due tipologie: quelli che si spostano sulla base di propria libera iniziativa individuale e quelli che si muovono all'interno di un programma di mobilità e di scambio studentesco promosso su scala locale (presso il dipartimento, facoltà, istituto) o su scala nazionale e internazionale (ad esempio: Programma Socrates, Progetto Erasmus, Nordplus, Fulbright Program).
L'iniziativa europea del programma Erasmus, dalla sua fondazione, ha raggiunto e superato, nel primo decennio del XXI secolo, il milione e mezzo di studenti coinvolti.
La disponibilità crescente di tecnologie informatiche e telematiche per lo studio a distanza consente di realizzare iniziative di mobilità virtuale: ad esempio, lo scambio Erasmus tradizionale (che consiste nel viaggiare in senso fisico) è stato integrato con l'Erasmus virtuale,  in cui gli studenti provenienti da diversi paesi possono studiare insieme senza muoversi di casa.

## Dimensioni del fenomeno

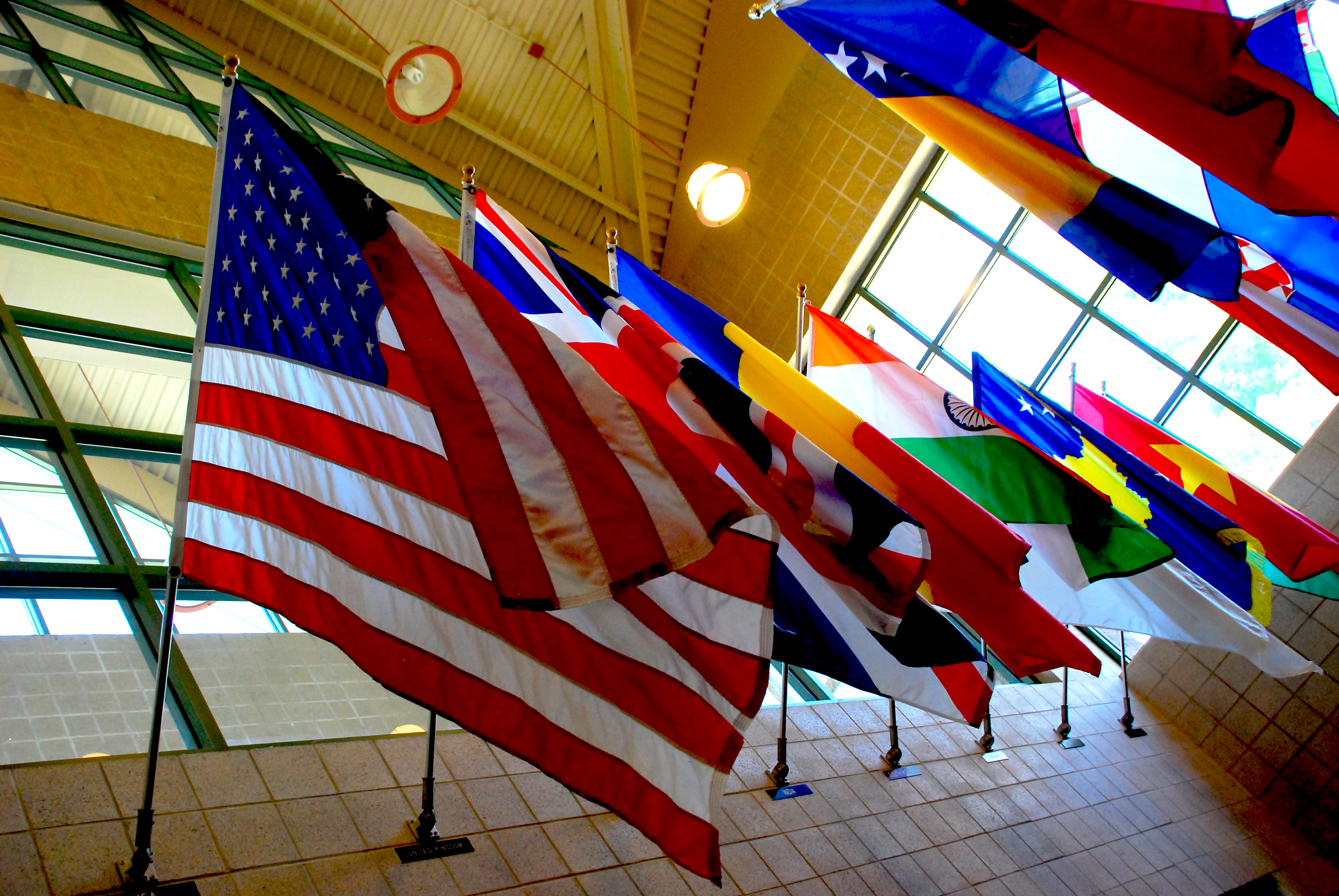
Il Westminster College, dove l 15% del corpo studentesco è straniero, in rappresentanza di 71 paesi

Secondo i dati dell'Organizzazione per la cooperazione e lo sviluppo economico (OCSE), la mobilità degli studenti internazionali si è incrementata in modo significativo nel tempo, passando dai 250.000 del 1965 ai circa 3.7 milioni del  2011 Queste statistiche mostrano la mobilità accademica di studenti internazionali che aspirano a un titolo piuttosto che a trascorrere un periodo breve di studio all'esstero . Secondo l'UNESCO, vi sono oltre 2,7 milioni di studenti che studiano in un paese diverso da quello di origine. Gli asiatici costituiscono la componente più ampia di tutti gli studenti iscritti in scuole all'estero. Essi danno conto del 45% del totale di studenti internazionali nei paesi OCSE, e del 52% del totale in paesi non OCSE.

## Ostacoli
Molti studenti che desiderano mettersi in mobilità incontrano una serie di ostacoli sia per il loro ménage familiare sia nelle attività accademiche. Uno studio del 2006 ha compiuto un sondaggio su un gruppo di 477 studenti impegnati in percorsi di studio negli Stati Uniti d'America, in Francia, in Cina. La ricerca suggerisce che gli studenti impegnati in tali paesi soffrono di barriere familiari, psicologiche e sociali. Le difficoltà psicologiche hanno a che vedere con aspetti come la nostalgia o i timori e le paure legati all'inserimento in un nuovo ambiente, e le barriere sociali legate, di solito, agli amici e alla famiglia.
Questi problemi si presentano accentuati in maniera diversa nelle varie esperienze individuali
Gli studenti che si spostano per ottenere crediti formativi incontrano alcune specifiche difficoltà accademiche. Un sondaggio del 2000 pone l'enfasi sull'importanza del mancato riconoscimento di periodi di studi passati altrove e del trasferimento dei crediti da un'istituzione accademica all'altra. Inoltre, tra gli studenti in mobilità per crediti scolastici, problemi comuni sono la conoscenza insufficiente dei prerequisiti accademici e dei test di ammissione nei vari paesi, differenze nella struttura della durata dei corsi (semestre e anno accademico), disparità nei periodi in cui si tengono le sessioni d'esame Inoltre, un'altra grande barriera ai movimenti di tutti è data dai problemi nella competenza nella lingua straniera (questo vale per tutti gli studenti in mobilità)
Le studentesse e le studiose, poi, si trovano di fronte a particolari ostacoli legati al ruolo di genere. Quelle di età maggiore sono più legate a uno specifico contesto spaziale per i condizionamenti che derivano da responsabilità private. Ad esempio, matrimonio e prole hanno una grande influenza sulle scelte di mobilità accademica dei soggetti di sesso femminile. Alcuni risultati da interviste qualitative avute con ricercatrici dalla Bulgaria e dalla Polonia hanno confermato il grande impatto delle relazioni personali e dei rapporti di parentela sulle scelte di mobilità accademica, sulle quali possono agire sia da freno sia da incentivo.